# Christian Maggio
Christian Maggio (11. únor 1982, Montecchio Maggiore, Itálie) je bývalý italský fotbalový obránce. Za národní tým reprezentoval v letech 2008–2014, ve 34 zápasech. Získal stříbrnou medaili na ME 2012. Nejslavnější klubovou éru prožil v Neapoli, kde působil v letech 2008–2018 a během této doby dvakrát slavil zisk v domácím poháru (2011/12, 2013/14).

## Přestupy
- z Fiorentina do Sampdoria za 3 450 000 Euro
- z Sampdoria do Neapol za 8 000 000 Euro
- z Neapol do Benevento zadarmo
- z Benevento do Lecce zadarmo

## Kariéra

### Klubová
Vyrostl v mládežnickém týmu Montecchio Maggiore, později se přestěhoval do Vicenzy, kde 1. října 2000 debutoval v lize proti Milánu (0:2). Nakonec v sezoně odehrál 6 zápasů, ale sestupu nezabránil. V následujících dvou sezonách odehrál ve 2. lize.
V červenci 2003 byl poslán na hostování s opcí do druholigové Fiorentiny. Po výborně odehrané sezoně, když odehrál 42 utkání, mu byla aktivována opce a fialky jej koupili. V následující sezóně odehrál 13 zápasů a vstřelil jeden gól v lize. V další sezoně odehrál do ledna 2006 kvůli zranění jen 3 zápasy a tak byl poslán na hostování do Trevisa, kde odehrál 11 zápasů v závěrečné části sezóny, přičemž tým byl téměř jasný sestupující do Serie B.
V létě 2006 byl prodán do Sampdorie. Debut měl 16. září 2006 proti Interu (1:1). Dne 11. února 2007 vstřelil svůj první gól proti Ascoli (2:0). V následující sezoně hrál na pozici záložníka a v sezoně vstřelil 9 branek a nastoupil i prvně do evropského poháru.
V červnu 2008 jej koupila Neapol a on tady zažil 10 sezon. První zápas odehrál v zápase Intertoto proti Panioniosu. V lize odehrál první zápas již v 1. kole proti Římu (1:1). První branku vstřelil 14. září 2008 proti Fiorentině (2:1). První sezona v klubu mu skončila v březnu 2009, když v zápase proti Laziu utrpěl dlouhodobé zranění. Zotavil se během léta 2009 a byl důležitým hráčem, při dosažení 6. místa v lize, které znamenalo kvalifikaci v EL. Do EL nastoupil do 9 utkání, ale nakonec byla Neapol vyřazena ve 2. kole. Lepšího výsledku zaznamenal v lize, když obsadili 3. místo a to znamenalo, že v příští sezoně bude hrát v LM. Tady byl klub vyřazen v osmifinále, když jej vyřadilo Chelsea (3:1, 1:4). V domácím poháru si zahrál ve finále proti Juventusu. Zápas skončil vítězstvím 2:0 a on tak mohl slavit první vítězství v poháru. V následující sezoně odehrál utkání o domácí superpohár, kde vstřelil vlastní gól a Juventus vyhrál v prodloužení 2:4. V lize navlékl prvně kapitánskou pásku 7. října 2012 proti Udinese (2:1). I díky němu se opět klub posunul v tabulce výš a zaznamenal 2. místo. V sezóně 2013/2014 ho nový manažer Benítez jej využíval jako pravého obránce. Během sezony musel na operaci menisku a vynechal několik utkání. V domácím poháru, když ve finále proti Fiorentině (3:1) i když nenastoupil, mohl slavit druhé vítězství v poháru. V následující sezonu začal opět v domácím superpoháru a opět proti Juventusu. Zápas skončil po penaltách, vítězstvím  Neapole. V LM neprošel předkolem a v EL skončil v semifinále, když jej vyřadilo Dněpro (1:1, 0:1). V posledních třech sezonách se pod trenérem Sarrim již nastupoval jen sporadicky a tak 30. května 2018 nastoupil do 308 utkání, což byl poslední za Neapol.
V červenci 2018 podepsal jako volný hráč Beneventu, které právě sestoupilo do Serie B. Okamžitě byl jmenován kapitánem týmu. Klubu pomohl v sezoně 2019/2020 vyhrát 2. ligu a tím i postup do Serie A. V únoru 2021 ukončil smlouvu s klubem.
V únoru 2021 se odešel do druholigové Lecce. Působil tady do konce sezony a po ní se rozhodl již za klub nehrát a čekat na jinou možnost. Ta se naskytla v únoru 2022, když podepsal smlouvu s druholigovou Vicenzou a tak se po devatenácti letech vrátil do klubu, kde začal kariéru. Jenže týmu nepomohl a sestoupil s ní do 3. ligy.
Po sestupu se rozhodl ukončit po 593 utkání a 49 brankách ukončit kariéru.
července 2022 oznámil svůj odchod z hraní fotbalu.

### Reprezentační
První zápas za reprezentaci odehrál 19. listopadu 2008 proti Řecku (1:1). Dostal se do nominace na MS 2010, kde jej zapsal trenér Lippi. Zde nastoupil do utkání proti Slovensku, které skončilo prohrou 2:3 a tým skončil ve skupině.
Také nový trenér Prandelli jej využíval a zapsal jej na ME 2012, kde nastoupil do tří utkání a navlékl na krk stříbrnou medaili. Také získal bronz na Konfederačním poháru 2013. Poslední utkání odehrál 5. března 2014 v přátelském utkání proti Španělsku (0:1). Poté se sice dostal dostal do širší nominace na MS 2014, ale do konečné nominace se nedostal. Za reprezentaci odehrál 34 utkání.

## Statistika

### Klubová
| Sezóna               | Klub                 | Liga                 | Liga   | Liga | Ligové poháry | Ligové poháry | Ligové poháry | Kontinentální poháry | Kontinentální poháry | Kontinentální poháry | Celkem | Celkem |
| Sezóna               | Klub                 | Soutěž               | Zápasy | Góly | Soutěž        | Zápasy        | Góly          | Soutěž               | Zápasy               | Góly                 | Zápasy | Góly   |
| -------------------- | -------------------- | -------------------- | ------ | ---- | ------------- | ------------- | ------------- | -------------------- | -------------------- | -------------------- | ------ | ------ |
| 2000/01              | Vicenza              | Serie A              | 6      | 0    | IP            | 0             | 0             | -                    | 0                    | 0                    | 6      | 0      |
| 2001/02              | Vicenza              | Serie B              | 26     | 1    | IP            | 1             | 0             | -                    | 0                    | 0                    | 27     | 1      |
| 2002/03              | Vicenza              | Serie B              | 5      | 0    | IP            | 2             | 0             | -                    | 0                    | 0                    | 7      | 0      |
| 2003/04              | Fiorentina           | Serie B              | 40+2   | 1+0  | IP            | 0             | 0             | -                    | 0                    | 0                    | 42     | 1      |
| 2004/05              | Fiorentina           | Serie A              | 13     | 1    | IP            | 7             | 1             | -                    | 0                    | 0                    | 20     | 2      |
| 2005/06              | Fiorentina           | Serie A              | 3      | 0    | IP            | 2             | 0             | -                    | 0                    | 0                    | 5      | 0      |
| Celkem za Fiorentinu | Celkem za Fiorentinu | Celkem za Fiorentinu | 58     | 2    | -             | 9             | 1             | -                    | 0                    | 0                    | 67     | 3      |
| 2006                 | Treviso              | Serie A              | 11     | 0    | -             | 0             | 0             | -                    | 0                    | 0                    | 11     | 0      |
| 2006/07              | Sampdoria            | Serie A              | 31     | 2    | IP            | 6             | 0             | -                    | 0                    | 0                    | 37     | 2      |
| 2007/08              | Sampdoria            | Serie A              | 29     | 9    | IP            | 2             | 0             | Int.+PU              | 2+1                  | 1+0                  | 34     | 10     |
| Celkem za Sampdoria  | Celkem za Sampdoria  | Celkem za Sampdoria  | 60     | 11   | -             | 8             | 0             | -                    | 3                    | 1                    | 71     | 12     |
| 2008/09              | Neapol               | Serie A              | 23     | 4    | IP            | 1             | 0             | Int.+PU              | 2+3                  | 0+1                  | 29     | 5      |
| 2009/10              | Neapol               | Serie A              | 34     | 5    | IP            | 2             | 1             | -                    | 0                    | 0                    | 36     | 6      |
| 2010/11              | Neapol               | Serie A              | 33     | 4    | IP            | 2             | 0             | EL                   | 9                    | 0                    | 44     | 4      |
| 2011/12              | Neapol               | Serie A              | 33     | 3    | IP            | 5             | 0             | LM                   | 7                    | 0                    | 45     | 3      |
| 2012/13              | Neapol               | Serie A              | 31     | 4    | IP+IS         | 0+1           | 0             | EL                   | 3                    | 0                    | 35     | 4      |
| 2013/14              | Neapol               | Serie A              | 22     | 0    | IP            | 4             | 0             | LM+EL                | 5+2                  | 0                    | 33     | 0      |
| 2014/15              | Neapol               | Serie A              | 29     | 0    | IP+IS         | 1+1           | 0             | LM+EL                | 2+7                  | 0                    | 40     | 0      |
| 2015/16              | Neapol               | Serie A              | 8      | 0    | IP            | 1             | 0             | EL                   | 6                    | 1                    | 15     | 1      |
| 2016/17              | Neapol               | Serie A              | 7      | 0    | IP            | 3             | 0             | LM                   | 1                    | 0                    | 11     | 0      |
| 2017/18              | Neapol               | Serie A              | 13     | 0    | IP            | 1             | 0             | LM+EL                | 4+2                  | 0                    | 20     | 0      |
| Celkem za Neapol     | Celkem za Neapol     | Celkem za Neapol     | 233    | 20   | -             | 22            | 1             | -                    | 53                   | 2                    | 308    | 23     |
| 2018/19              | Benevento            | Serie B              | 16+2   | 2+0  | IP            | 2             | 0             | -                    | 0                    | 0                    | 20     | 2      |
| 2019/20              | Benevento            | Serie B              | 34     | 3    | IP            | 1             | 0             | -                    | 0                    | 0                    | 35     | 3      |
| 2020/21              | Benevento            | Serie A              | 8      | 0    | IP            | 1             | 1             | -                    | 0                    | 0                    | 9      | 1      |
| Celkem za Benevento  | Celkem za Benevento  | Celkem za Benevento  | 60     | 5    | -             | 4             | 1             | -                    | 0                    | 0                    | 64     | 6      |
| 2021                 | Lecce                | Serie B              | 17+2   | 3+0  | -             | 0             | 0             | -                    | 0                    | 0                    | 19     | 3      |
| 2022                 | Vicenza              | Serie B              | 12+1   | 0+1  | -             | 0             | 0             | -                    | 0                    | 0                    | 13     | 1      |
| Celkem za Vicenzu    | Celkem za Vicenzu    | Celkem za Vicenzu    | 50     | 2    | -             | 3             | 0             | -                    | 0                    | 0                    | 53     | 2      |
| Celkově              | Celkově              | Celkově              | 471    | 43   | -             | 46            | 3             | -                    | 56                   | 3                    | 593    | 49     |

### Reprezentační

#### Statistika na velkých turnajích
| Reprezentace | Rok     | Zápasy               | Zápasy | Zápasy     | Zápasy           | Zápasy           | Zápasy            |
| Reprezentace | Rok     | Fáze turnaje         | Datum  | Soupeř     | Odehraných minut | Vstřelené branky | Výsledek          |
| ------------ | ------- | -------------------- | ------ | ---------- | ---------------- | ---------------- | ----------------- |
| Itálie       | MS 2010 | 3 zápas ve skupině   | 24. 6. | Slovensko  | 45               | 0                | 2:3               |
| Itálie       | ME 2012 | 1 zápas ve skupině C | 10. 6. | Španělsko  | 90               | 0                | 1:1               |
| Itálie       | ME 2012 | 2 zápas ve skupině C | 14. 6. | Chorvatsko | 90               | 0                | 1:1               |
| Itálie       | ME 2012 | Čtvrtfinále          | 24. 6. | Anglie     | 30               | 0                | 0:0 (4:2 na pen.) |

## Úspěchy

### Klubové
- vítěz 2. italské ligy (1x)

Benevento: 2019/20
- vítěz italského poháru (2x)

Neapol: 2011/12, 2013/14
- vítěz italského superpoháru (1x)

Neapol: 2014

### Reprezentační
- 1× na MS (2010)
- 1× na ME (2012 - stříbro)
- 1× na Konfederačního poháru (2013 - bronz)

### Individuální
- Tým roku Serie A – 2010/11,[14] 2011/12,[15] 2012/13[16]